# Мађарска на Светском првенству у атлетици на отвореном 2013.
Мађарска је на Светском првенству у атлетици на отвореном 2013. одржаном у Москви од 10. до 18. августа, учествовала четрнаести пут, односно учествовала је на свим првенствима до данас. Репрезентацију Мађарске представљало је једанаест учесника (6 мушкараца и 5 жена) који су се такмичили у 10 дисциплина (5 мушких и 5 женских).,
На овом првенству Мађарска је по броју освојених медаља делила 26. место са једном освојеном медаљом (сребрна). Оборен је један  лични рекорд и остварена су два најбоља лична резултата сезоне. У табели успешности према броју и пласману такмичара који су учествовали у финалним такмичењима (првих 8 такмичара) Мађарска је са 2 учесника у финалу делила 30. место са 8 бодова.
| Плас. | Земља    | 1. место | 2. место | 3. место | 4. место | 5. место | 6. место | 7. место | 8. место | Бр. финал. | Бод. |
| ----- | -------- | -------- | -------- | -------- | -------- | -------- | -------- | -------- | -------- | ---------- | ---- |
| =30.  | Мађарска | 0        | 1        | 0        | 0        | 0        | 0        | 0        | 1        | 2          | 8    |

## Учесници
| Мушкарци: - Тамаш Кази — 800 м - Балаж Баји — 110 м препоне - Мате Хелебрант — Ходање 20 км - Шандор Рац — Ходање 50 км - Кристијан Парш — Бацање кладива - Акош Худи — Бацање кладива | Жене: - Викторија Мадарас — Ходање 20 км - Барбара Сабо — Скок увис - Анита Мартон — Бацање кугле - Ева Орбан — Бацање кладива - Ђерђи Живоцки-Фаркаш — Седмобој |  |

## Освајачи медаља

### Сребро (1)
- Кристијан Парш — Бацање кладива

## Резултати

### Мушкарци
| Атлетичар      | Дисциплина     | Лични рекорд | Квалификације | Квалификације | Полуфинале           | Полуфинале   | Финале                | Финале       | Детаљи         |
| Атлетичар      | Дисциплина     | Лични рекорд | Резултат      | Место         | Резултат             | Место        | Резултат              | Место        | Детаљи         |
| -------------- | -------------- | ------------ | ------------- | ------------- | -------------------- | ------------ | --------------------- | ------------ | -------------- |
| Тамаш Кази     | 800 м          | 1:45,37 НР   | 1:46,48 кв    | 5. у гр 3     | 1:46,40              | 7. у гр 3    | Нису се квалификовали | 16 / 47 (49) |                |
| Балаж Баји     | 110 м препоне  | 13,44        | 13,36 КВ ЛР   | 3. у гр 3     | 13,49                | 5. у гр 1    | Нису се квалификовали | 12 / 33 (34) | [ мртва веза ] |
| Мате Хелебрант | 20 км ходање   | 1:22:39      |               |               |                      |              | 1:28:49               | 41 / 52 (64) |                |
| Шандор Рац     | 50 км ходање   | 4:11:48      | 4:12:18       | 45 / 46 (61)  |                      |              |                       |              |                |
| Кристијан Парш | Бацање кладива | 82,45        | 79,06 КВ      | 1. у гр А     |                      |              | 80,30                 |              |                |
| Акош Худи      | Бацање кладива | 76,93        | 74,30         | 10. у гр Б    | Није се квалификовао | 15 / 27 (29) |                       |              |                |

### Жене
| Атлетичарка       | Дисциплина     | Лични рекорд | Квалификације | Квалификације | Полуфинале   | Полуфинале | Финале                | Финале       | Детаљи |
| Атлетичарка       | Дисциплина     | Лични рекорд | Резултат      | Место         | Резултат     | Место      | Резултат              | Место        | Детаљи |
| ----------------- | -------------- | ------------ | ------------- | ------------- | ------------ | ---------- | --------------------- | ------------ | ------ |
| Викторија Мадарас | 20 км ходање   | 1:33:21      |               |               |              |            | 1:34:10 ЛРС           | 36 / 56 (62) |        |
| Барбара Сабо      | Скок увис      | 1,89         | 1,83          | 9. у гр. Б    |              |            | Нису се квалификовале | 20 / 27      |        |
| Анита Мартон      | Бацање кугле   | 18,48        | 17,32         | 11. у гр. А   | 20 / 29 (30) |            | Нису се квалификовале |              |        |
| Ева Орбан         | Бацање кладива | 73,44 НР     | 70,62 кв      | 4. у гр. А    | 72,70        | 8 / 27     |                       |              |        |

#### Седмобој
| Дисциплина    | Ђерђи Живоцки-Фаркаш | Ђерђи Живоцки-Фаркаш | Ђерђи Живоцки-Фаркаш | Ђерђи Живоцки-Фаркаш | Ђерђи Живоцки-Фаркаш |             |
| Дисциплина    | Лични рекорд         | Резултат             | Бод.                 | Плас.                | Укупно               | Плас.       |
| ------------- | -------------------- | -------------------- | -------------------- | -------------------- | -------------------- | ----------- |
| 100 м препоне | 13,97                | 14,09                | 966                  | 26                   |                      |             |
| Скок увис     | 1,84                 | 1,80                 | 978                  | 13                   | 1.944                | 19          |
| Бацање кугле  | 13,60                | 13,13                | 736                  | 15                   | 2.680                | 17          |
| 200 м         | 25,43                | 25,66                | 827                  | 28                   | 3.507                | 22          |
| Скок удаљ     | 6,32                 | 6,16                 | 899                  | 9                    | 4.406                | 18          |
| Бацање копља  | 49,23                | 45,43                | 772                  | 11                   | 5.178                | 16          |
| 800 м         | 2:14,05              | 2:15,28 ЛРС          | 889                  | 17                   |                      |             |
| Седмобој      | 6.269                |                      |                      |                      | 6.067                | 15 /29 (33) |